# Nanterre
Nanterre är en kommun i departementet Hauts-de-Seine i regionen Île-de-France i norra Frankrike. Kommunen är chef-lieu över 3 kantoner som tillhör arrondissementet Nanterre. År 2022 hade Nanterre 98 119 invånare.
Nanterre är känd som födelseplats för Genoveva av Paris, Paris skyddshelgon. Staden var tidigare känd för sin kemiska industri, och har fortfarande betydande livsmedels- och elektronikindustri samt mekaniska verkstäder. I Nanterre finns även ett universitet och Parisoperans dansskola.
I Nanterre ligger delar av kontorsstadsdelen La Défense och kommunen är en närförort till Paris.

## Befolkningsutveckling
Antalet invånare i kommunen Nanterre
| Referens: INSEE |